# Dušan Macháček
Dušan Macháček (Praga, Checoslovaquia, 7 de octubre de 1966) es un deportista checoslovaco que compitió en remo.
Ganó dos medallas en el Campeonato Mundial de Remo, en los años 1989 y 1991. Participó en dos Juegos Olímpicos de Verano, ocupando el octavo lugar en Seúl 1988, en la prueba de cuatro con timonel.

## Palmarés internacional
| Campeonato Mundial | Campeonato Mundial | Campeonato Mundial | Campeonato Mundial |
| Año                | Lugar              | Medalla            | Prueba             |
| ------------------ | ------------------ | ------------------ | ------------------ |
| 1989               | Bled (Yugoslavia)  | Medalla de plata   | Cuatro con timonel |
| 1991               | Viena (Austria)    | Medalla de bronce  | Dos con timonel    |